# Európai Űrügynökség
Az Európai Űrügynökség (angolul: European Space Agency, röviden ESA; franciául: Agence spatiale européenne, röviden ASE) egy kormányközi szervezet, mely a világűr felderítésével és felhasználásával foglalkozik. Központja Párizsban van. Körülbelül 2200 alkalmazottja van, költségvetése 2003-ban 2,7 milliárd, 2010-ben 3,7 milliárd, 2015-ben pedig 4,4 milliárd euró volt. Utóbbinak mintegy 20%-a az Európai Unió hozzájárulása a közös programok finanszírozásához.
Az ESA rakétáit (Ariane, Vega) a Francia Guyana-i Kourou melletti Guyana Űrközpontból indítják, amelyet azért választottak, mert közel található az Egyenlítőhöz. Ez azért fontos, mert a Föld forgása következtében az Egyenlítőn a legnagyobb a kerületi sebesség, tehát ha megfelelő (keleti) irányba indítjuk a rakétát, akkor kevesebb üzemanyag szükséges a felbocsátáshoz.
A ESA 1985-ben hirdette meg első kutatási programját, a Horizon 2000-et, melynek keretében több űrszondát és csillagászati műholdat is indítottak. A következő a 2002-ben meghirdetett Aurora-program, melynek célja már az, hogy a 2030-as évek elejére európai űrhajósok szálljanak le a Marsra.
Magyarország már 1991 óta tart fent kapcsolatot az ESA-val, majd 2003-ban együttműködési megállapodást is aláírtak a felek. Végül 2015. február 24-én Magyarország az ESA teljes jogú tagjává vált.

## Tagállamok

Az Európai Űrügynökség tagállamai
ESA tagországok
Együttműködő (ECS) államok
Együttműködési megállapodást aláíró, de még nem ECS országok
közreműködők

Az ESA 10  eredeti tagállama: Belgium, Dánia, Franciaország, Hollandia, Nagy-Britannia, Németország, Olaszország, Spanyolország, Svájc, Svédország + 1 tagállam:  Írország (Írország 1975-ben, később csatlakozott)
1979. január 1. óta Kanada az ESA együttműködő állama. Részt vesz a döntéshozásban és a programokban. Kanadai vállalatok pályázhatnak és nyerhetnek el szerződéseket az ESA-tól.
Ausztria és Norvégia 1986-ban csatlakozott az ESA-hoz, Finnország 1995-ben, Portugália 2000-ben, Luxemburg és Görögország 2004-ben írta alá a belépési szerződést, 2005 decemberében lettek az ESA teljes jogú tagjai. Őket Csehország követte, a belépési szerződés 2008. július 8-ai aláírása után november 12-én lett az ESA 18. tagja.
Románia 2011. január 20-án írta alá a csatlakozási szerződést.
 Észtország 2015-ben csatlakozott az ESA-hoz. Évekig tartó egyeztetések után a 2015. február 24-én Budapesten, a Művészetek Palotájában aláírt csatlakozási szerződéssel Magyarország is az ESA teljes jogú tagjává vált.
2016 júniusában Szlovénia, 2020 júniusában Lettország, 2021 áprilisában Litvánia és 2022 júniusában Szlovákia is együttműködő állam lett, mindegyik hosszú távú célja a teljes jogú tagság elérése.
| Tagállam             | Csatlakozás dátuma   | Nemzeti program                                           | Büdzsé hozzájárulás (millió euró) | Büdzsé hozzájárulás (%) |
| -------------------- | -------------------- | --------------------------------------------------------- | --------------------------------- | ----------------------- |
| Franciaország        | 1980. október 30.    | Centre National d'Études Spatiales (CNES)                 | 1178,2                            | 24,5                    |
| Németország          | 1977. július 26.     | Deutsche Zentrum für Luft- und Raumfahrt e. V. DLR        | 1017,5                            | 21,1                    |
| Olaszország          | 1978. február 8.     | Agenzia Spaziale Italiana ASI                             | 680,2                             | 14,1                    |
| Egyesült Királyság   | 1978. március 28.    | UK Space Agency UKSA                                      | 437,9                             | 9,1                     |
| Spanyolország        | 1979. február 7.     | Instituto Nacional de Técnica Aeroespacial INTA           | 220,7                             | 4,6                     |
| Belgium              | 1978. október 3.     | Belgian Federal Science Policy Office BELSPO              | 238,7                             | 5                       |
| Hollandia            | 1979. február 6.     | Netherlands Institute for Space Research SRON             | 99,6                              | 2,1                     |
| Svájc                | 1976. november 19.   | Swiss Space Office SSO                                    | 174,7                             | 3,6                     |
| Svédország           | 1976. április 6.     | Swedish National Space Board SNSB                         | 75                                | 1,6                     |
| Dánia                | 1977. szeptember 15. | Danish National Space Center DNSC                         | 33,8                              | 0,7                     |
| Írország             | 1980. december 10.   | Space Ireland SI                                          | 22,9                              | 0,5                     |
| Norvégia             | 1986. december 30.   | Norwegian Space Centre NSC                                | 71,8                              | 1,5                     |
| Ausztria             | 1986. december 30.   | Agentur für Luft- und Raumfahrt ALR                       | 49,8                              | 1                       |
| Finnország           | 1995. január 1.      | National Technology Agency TEKES                          | 28,7                              | 0,6                     |
| Portugália           | 2000. november 14.   | Foundation for Science and Technology TCT SO              | 25,2                              | 0,5                     |
| Görögország          | 2005. március 9.     | Institute for Space Applications and Remote Sensing ISARS | 20                                | 0,4                     |
| Luxemburg            | 2005. június 30.     | Luxinnovation                                             | 47,5                              | 1                       |
| Csehország           | 2008. július 8.      | Czech Space Office CSO                                    | 45,4                              | 0,9                     |
| Románia              | 2011. január 20.     | Romanian Space Agency ROSA                                | 39,4                              | 0,8                     |
| Lengyelország        | 2012. november 19.   | Space Research Centre CBK-PAN                             | 44,8                              | 0,8                     |
| Észtország           | 2015. február 4.     | Enterprise Estonia EAS                                    | 2                                 | 0,1                     |
| Magyarország         | 2015. február 24.    | Magyar Űrkutatási Iroda MŰI                               | 21,2                              | 0,4                     |
| Nem teljeskörű tagok |                      |                                                           |                                   |                         |
| Kanada               | 1979. január 1.      | Canadian Space Agency                                     | 16,9                              | 0,4                     |
| Szlovénia            | 2016. július 5.      | Ministry of Economic Development and Technology           | 2,7                               | 0,1                     |
| Lettország           | 2020. június 30.     | Latvian Space Office                                      | 1,1                               | 0                       |
| Litvánia             | 2021. április 28.    | Lithuanian Space Office                                   | 3                                 | 0,1                     |
| Szlovákia            | 2022. június 14.     | Slovak Space Office                                       | 0                                 | 0                       |

Magyarország 2003-tól a csatlakozási szerződés aláírásáig az ESA ún. európai együttműködő állama volt, így a PECS (Plan for European Cooperating State) programon keresztül vett részt az ESA programjaiban. A PECS célja, hogy felkészítse az államokat az ESA-hoz való csatlakozásra. A PECS országai szinte minden programban részt vehetnek. A csaknem teljes egészében visszapályázható éves hozzájárulás sokkal kisebb, mint a tagállamok esetében. Románia 2006-ban, Lengyelország 2007-ben, Észtország 2009-ben, Szlovénia 2010-ben, Lettország 2015-ben csatlakozott a PECS-hez. Csehország 2004-től 2008-as ESA csatlakozásáig vett részt a PECS programban.
Az ESA nem kapcsolódik az Európai Unióhoz, attól független nemzetközi szervezet, nem minden ESA tagállam része az EU-nak (Svájc, Norvégia). Mindamellett az Európai Űrpolitika alakításában az EU és az ESA 29 tagállama közösen vesz részt.
Az Európai Unió tagállamai közül csak Horvátország nem tagja sem az Európai Űrügynökségnek, sem az azzal együttműködő államoknak.
| Tagállam    | Együttműködés kezdete | Nemzeti program                    |
| ----------- | --------------------- | ---------------------------------- |
| Törökország | 2004. június 15.      |                                    |
| Ukrajna     | 2008. január 25.      | State Space Agency of Ukraine SSAU |
| Ciprus      | 2009. augusztus 27.   |                                    |
| Izrael      | 2011. január 30.      | Israel Space Agency ISA            |
| Málta       | 2012. február 20.     | MCfST.                             |
| Bulgária    | 2015. április 8.      |                                    |

## Központok

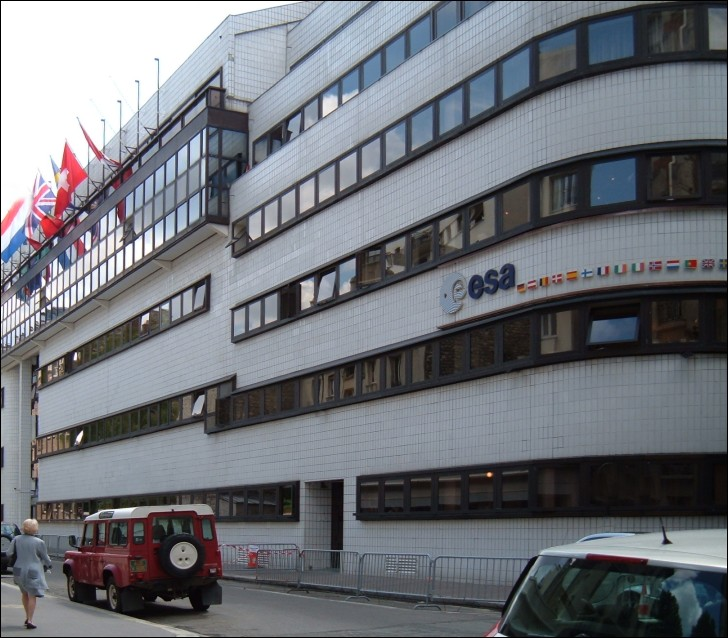
Az ESA központja Párizsban

### ESTEC
Az Európai Űrkutatási és Technológiai Központ (European Space Research and Technology Centre, ESTEC) az ESA fő technológiai fejlesztési és tesztelő központja. Székhelye a hollandiai Noordwijk. A központban 2500 mérnök, technikus és kutató dolgozik űreszközök fejlesztésén.

### ESRIN
Az Európai Űrkutató Intézet (European Space Research Institute, ESRIN) információs központ, székhelye Frascati (Olaszország).

### ESOC
Az Európai Repülésirányító Központ (European Space Operations Centre, ESOC) irányítóközpont, székhelye Darmstadt (Németország). Innen irányítják az európai űreszközök nagy részét.

### EAC
Az Európai Űrhajós Központ (European Astronauts Centre, EAC) az ESA űrhajós kiképzőközpontja, székhelye Köln (Németország).

### ESAC
Európai Űrcsillagászati Központ (European Space Astronomy Centre, ESAC). Székhelye Madrid (Spanyolország) mellett található.

### CSG
A Guyana Űrközpont (Centre Spatial Guyanais, CSG) Európa űrrepülőtere, az ESA és a Centre National d'Études Spatiales (CNES) francia űrügynökség által közösen üzemeltetett létesítmény a francia guyanai Kourou közelében, innen indítják a világűrbe Európa hordozórakétáit.

## Hordozórakéták
Az ESA flottája háromféle rakétából áll:
- Ariane–5 – nagy terhek indítására (6 tonna GTO pályára) 1997 óta
- Szojuz – orosz közepes hordozórakéta (3 tonna GTO pályára), Oroszország és az ESA együttműködési megállapodása alapján 2007-től folyik a kourou-i űrközpontban a Szojuzok indítóállásának kiépítése, az első startra várhatóan 2011-ben kerülhet sor
- Vega – kis hordozórakéta (1,5 tonna 700 km-es pályára), első próbaindítása 2012. február 13-án történt, rendszeres használatba pedig 2015 decemberében lépett.[22]

A korábbi Ariane–1, –2, –3, –4 rakétákat kivonták a forgalomból.
Egy európai-orosz együttműködés eredményeként az ESA az orosz Szojuz hordozórakétákat is használni fogja. A Szojuzok egy részét az oroszok az ESA-nak építik meg. Ezeket Francia Guyanába szállítják hajóval és itt összerakják. Európa jelentős mennyiségű pénzt és időt takaríthatott meg, mert nem kellett közepes hordozórakéta kifejlesztésére költenie. A Szojuz Kourouból mintegy 30%-kal több terhet szállíthat magával, mint Bajkonurból, mert közelebb van az Egyenlítőhöz.

## Fontosabb programok
(zárójelben az indítás éve)

### Befejezett programok
- Helios-program (1973–1985): napkutató szondák.
- International Ultraviolet Explorer (1978–1996) ultraibolya csillagászati műhold.
- Infrared Astronomical Satellite (1983): infravörös csillagászati műhold.
- Spacelab (1983–2000): a Space Shuttle űrrepülőgépek rakterében indítható laboratórium.
- Giotto (1985–1992): üstököskutató űrszonda. Elsőként készített fényképeket a Halley-üstökös magjáról.
- Hipparcos (1989–1993): asztrometriai műhold.
- Huygens (1997–2005): 2005-ben szállt le a Szaturnusz legnagyobb holdjára, a Titánra és kémiai méréseket végzett. (együttműködés a NASA-val)
- SMART–1 (2003–2006): az első európai holdszonda. Ionmeghajtást tesztelt.
- Ulysses (1990–2009): napkutató szonda. A Föld keringési síkjából kilépve vizsgálta a Nap pólusait, egészen 2009 júniusáig.[24]
- Rosetta (2004-2016): üstökös-kutató szonda, amely 2014-ben megérkezett a Csurjumov–Geraszimenko-üstököshöz és november 12-én a felszínre küldte a Philae leszállóegységet. 2016 Szeptember 30.-án magyar idő szerint 12:39-kor a Rosetta is leszállt "becsapódott" az üstökös felszínébe, ezzel a program hivatalosan is véget ért.

### Aktív programok
- Hubble űrtávcső (1990): a NASA vezetésével működtetett közös program
- Solar and Heliospheric Observatory (1995): napkutató szonda. Megfigyeléseket végez a Nap belsejével és légkörével kapcsolatban, és vizsgálja a rendszeres napkitöréseket.
- Nemzetközi Űrállomás (1998): Az emberiség eddig legnagyobb vállalkozása az űr meghódítására, közös vállalkozásban a NASA az RSA az ESA és JAXA csapattal.
- XMM-Newton (1999): röntgencsillagászati űrtávcső.
- Cluster-program (2000): geofizikai program négy hasonló felépítésű műholddal.
- Artemis (2001): kísérleti távközlési műhold.
- Envisat (2002): távérzékelő műhold.
- INTErnational Gamma-Ray Astrophysics Laboratory (INTEGRAL) (2002): Röntgent és Gamma sugarakat kutató műhold.
- Mars Express (2003): az első európai marskutató szonda.
- Double Star (2003): Kínával közösen indított műholdak. A napszél és a Föld mágneses terének kölcsönhatását vizsgálják.
- EGNOS (2004): Európa első vállalkozása a műholdas navigáció terén. Kiegészíti az amerikai (GPS) és az orosz (GLONASS) katonai műholdas rendszereket.
- Venus Express (2005): az első európai űrszonda a Vénuszhoz.
- COROT (2006): exobolygók után kutató csillagászati műhold.
- Columbus (2007): a Nemzetközi Űrállomás európai kutatómodulja.
- Herschel űrtávcső (2009): infravörös csillagászati műhold.
- Planck (2009): mikrohullámú csillagászati műhold. Fő kutatási feladata kozmikus mikrohullámú háttérsugárzás pontos mérése.
- Galileo: globális navigációs rendszer.
- James Webb Space Telescope (2014–15, indítás dátuma: 2021): a Hubble Space Telescope-ot felváltó új generációs űrtávcső, közös ESA, NASA, CSA projekt.

### Előkészítés alatti vagy tervezett programok
- ExoMars (2016): az első európai marsautó.
- BepiColombo (2013): az első európai űrszonda a Merkúrhoz.
- Solar Orbiter (2015): napkutató szonda.
- Europa Jupiter System Mission (legkorábban 2020): A Jupiter rendszert kutató szondák a NASA-val közös projektben.
- International X-ray Observatory (legkorábban 2021): új generációs Röntgen-űrtávcső, melyet az ESA a NASA és JAXA űrhivatalok közösen kiviteleznének.
- PLATO (tervezett felbocsátás: 2027): exobolygókereső távcsőrendszer
- ARIEL (tervezett felbocsátás: 2029): exobolygók légkörét vizsgáló infravörös spektrográffal felszerelt űrtávcső